# Hans Levknecht
Hans Levknecht (* 1. November 1933 in Grevesmühlen; † 7. Februar 2015 in Eisenach) war ein deutscher Fußballspieler und Fußballtrainer.

## Sportliche Laufbahn
Hans Levknecht spielte in Grevesmühlen, Warnemünde und Eisenach, bevor er von 1956 bis 1958 für den SC Empor Rostock auflief. Nachdem er dort allerdings nur auf zehn Einsätze in der ersten Mannschaft kam (zwei in der Oberliga, vier in der DDR-Liga und vier im FDGB-Pokal, ein Pokaltor) wechselte er trotz der damit verbundenen sechsmonatigen Sperre zu Phönix Lübeck. Kurze Zeit später ging Levknecht dann zum VfR Kaiserslautern, wo sein Onkel Präsident war. Dort hieß es nach seinem ersten Spiel gegen Neu-Isenburg (0:3) am 3. August 1959 in der Presse: „Einer der wenigen Lichtblicke war der neu verpflichtete Levknecht. Er stellte sich als überlegter Spielmacher und auch schußgewaltiger Stürmer vor.“
Für eine vierstellige Summe wechselte Levknecht weiter zum Grazer AK, bevor es ihn aus privaten Gründen nach Wismar zog, wo er sich in den Dienst der TSG Wismar stellte. Nach einer Meniskusoperation an beiden Knien beendete er jedoch schon 1964 seine aktive Karriere.
Levknecht wechselte an den Spielfeldrand, wo er über mehrere Jahre als Trainer tätig war. TSG Wismar, ISG Schwerin, Motor Eisenach und Stahl Hennigsdorf waren einige seiner Stationen. Die erfolgreichste Zeit hatte er 1970 bis 1974 bei der TSG in der Liga, mit der er 1972 die Aufstiegsrunde erreichte. Von 1981 bis 1987 war Levknecht verantwortlich für den Nachwuchsleistungssport des DTSB im Bezirk Potsdam, ehe er nach Wismar zurückkehrte und an der Hochschule Wismar im Bereich Sport arbeitete.
Zu Beginn des Jahres 2015 verstarb Levknecht im Alter von 81 Jahren in einem Eisenacher Pflegeheim.

## Erfolge
- FDGB-Pokalfinale: 1957 als Spieler (Empor Rostock)
- Aufstiegsrunde zur DDR-Oberliga: 1972 als Trainer (TSG Wismar)